# أموتكين (أسطورة)
أموتكين (بالإنجليزية: Amotken)‏ المعبود الخالق لشعب سیلیش، هنود شمال أمريكا، يسكن السماء وحيدا منعزلا. وهو شيخ حكيم ورحيم، يشفق على خلقه كثيرا. وكويوتي Coyote هو رسوله. وتروي أساطير عن أموتكين كيف خلق خمس نساء صبايا من خمس شعرات انتزعها من رأسه. وعندما سأل الرب النسوة ماذا يردن أن يكن، تلقى خمسة أجوبة مختلفة. فالأولى رغبت أن تكون أم الشر، والثانية رغبت أن تكون أم الخير، والثالثة أرادت أن تكون أم الأرض والرابعة أرادت أن تكون أم النار، والخامسة أرادت أن تكون أم الماء. فوافق أموتكين على رغباتهن معلنا أن الشر سوف يحكم العالم أولا ثم لا يلبث أن ينتصر الخير عليه.

## معرض صور

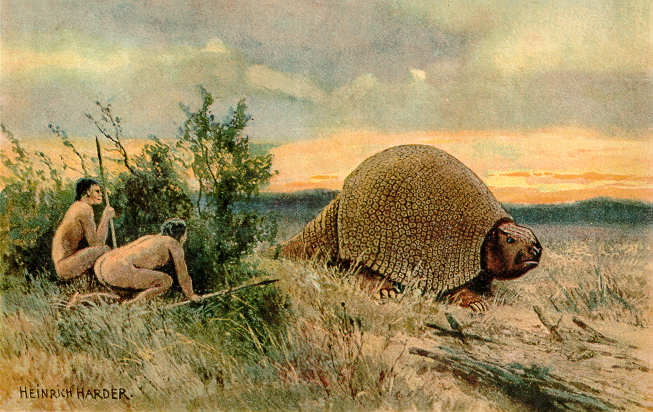
رسم توضيحي للسكان الأصليين وهم يصطادون غليبتودون.
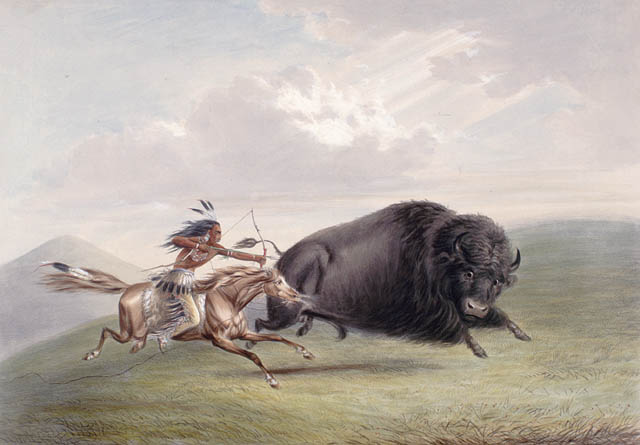
مطاردة البيسون يصورها جورج كاتلين.
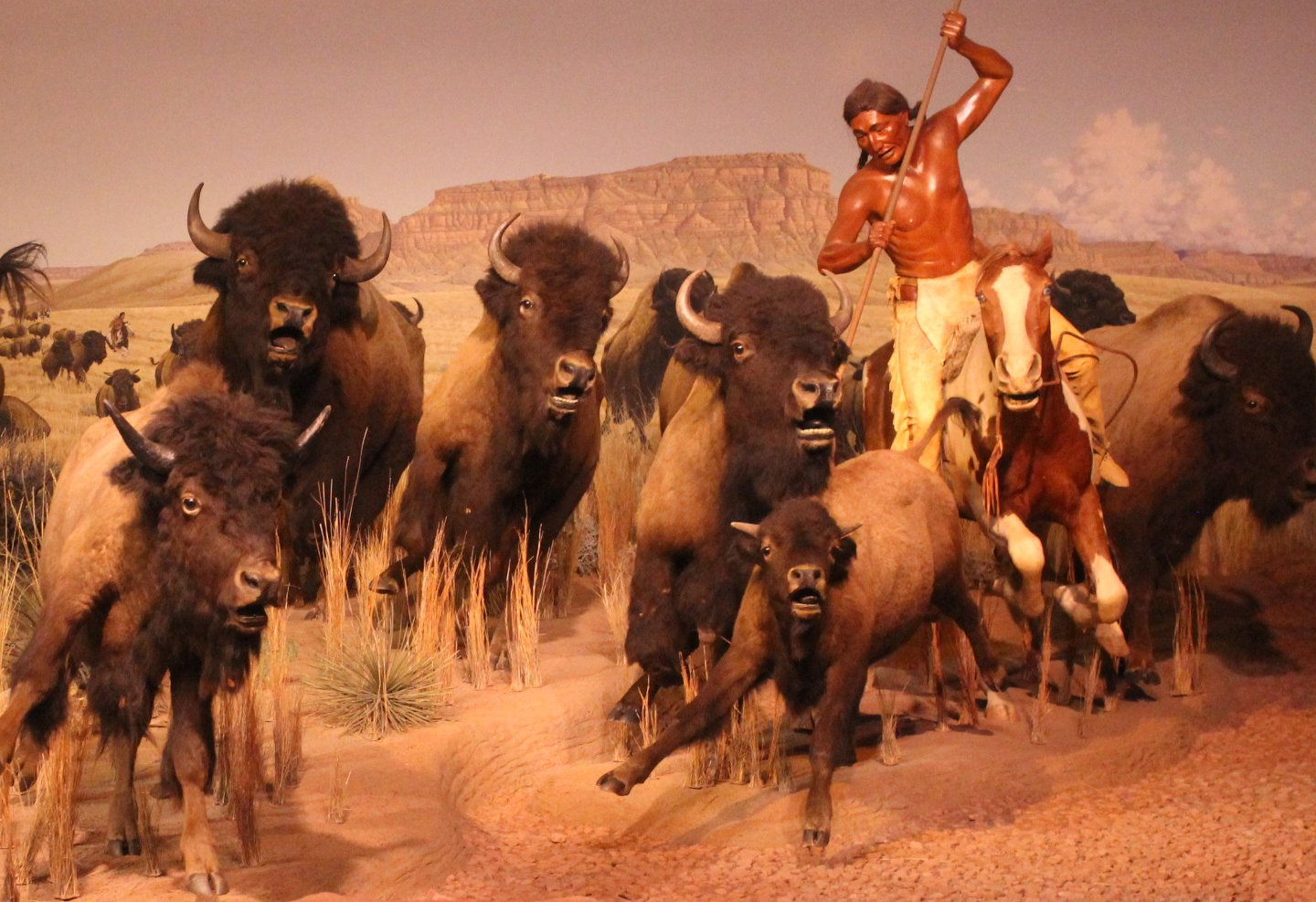
مطاردة حيوان البيسون من قبل أحد السكان الأصليين.
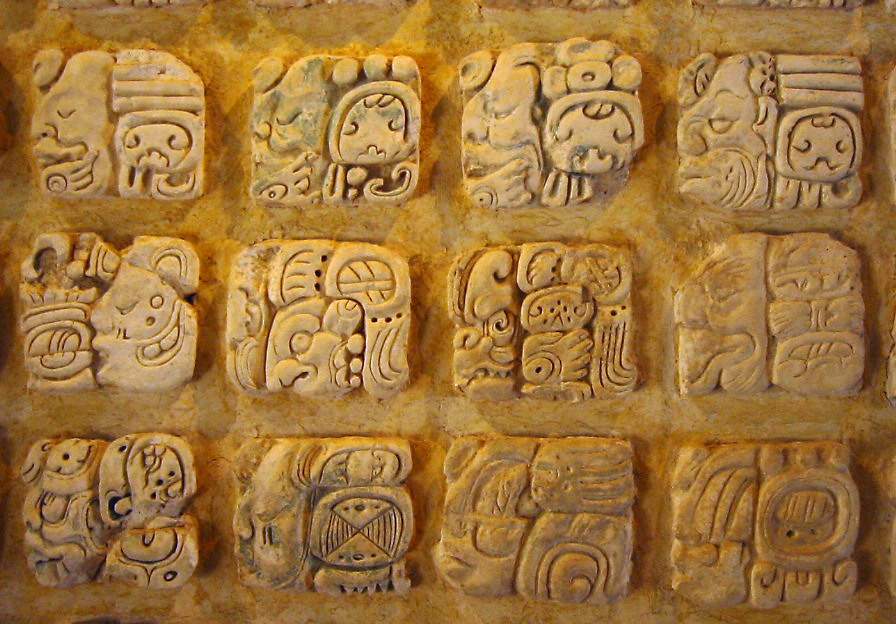
صورعلى الجص من المايا في متحف Sitio في بالينكو، المكسيك.
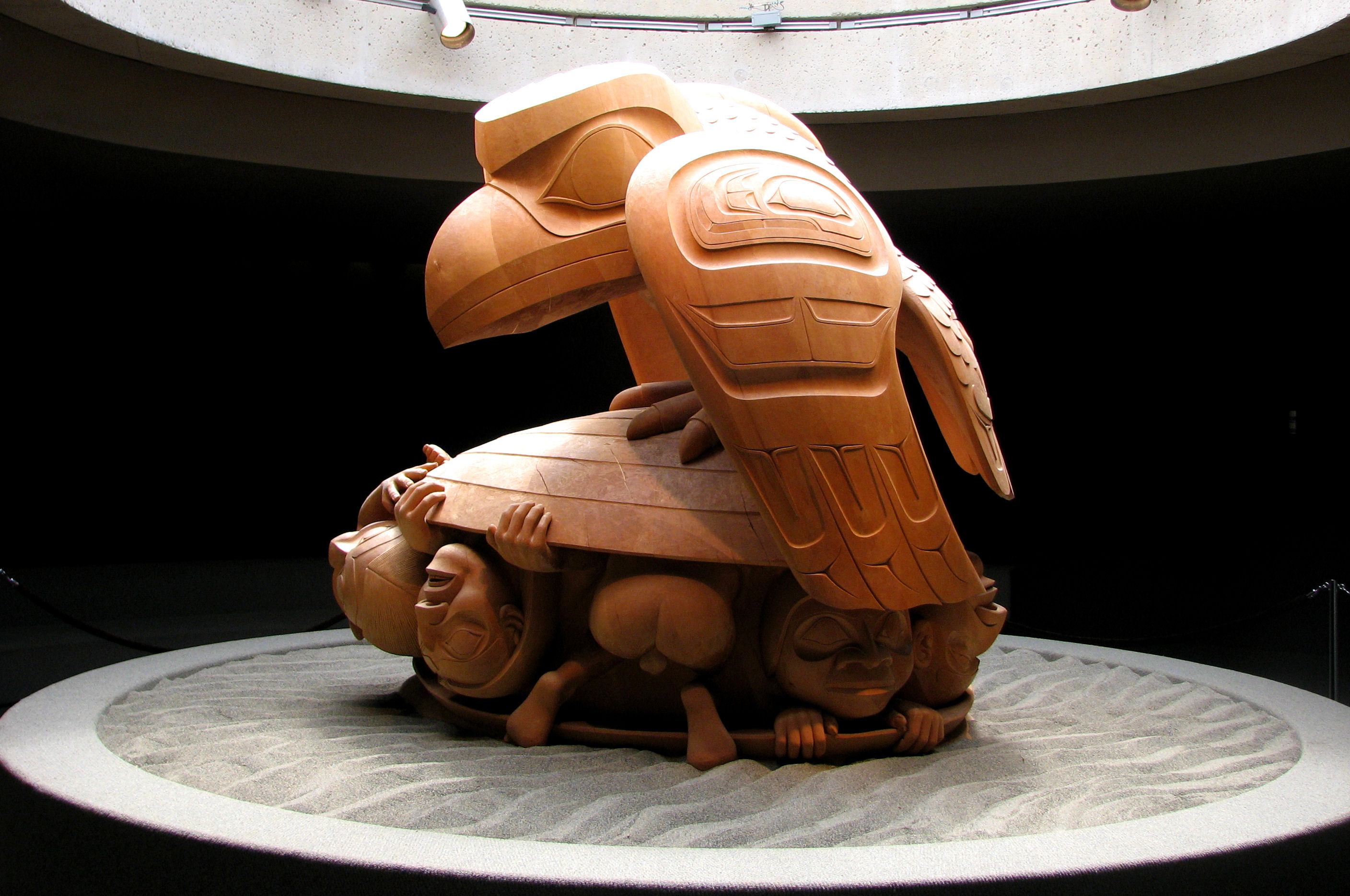
الغراب والرجل الأول. يمثل الغراب شخصية المحتال المشترك في العديد من الأساطير.